# Byttneria wingfieldii
Byttneria wingfieldii är en malvaväxtart som beskrevs av Yves Rondon. Byttneria wingfieldii ingår i släktet Byttneria och familjen malvaväxter. Inga underarter finns listade i Catalogue of Life.